# 강진여자중학교
강진여자중학교(康津女子中學校)는 대한민국 전라남도 강진군 강진읍 서성리에 있는 공립 중학교이다.

## 학교 연혁
- 1986년 1월 26일 : 강진여자중학교 설립 인가(학년당 6학급, 총 18학급)
- 1986년 3월 1일 : 초대 이행성 교장 취임
- 1986년 3월 6일 : 제1회 입학식(6학급 327명)
- 1986년 5월 8일 : 신축 교사로 이전
- 1986년 10월 8일 : 강진여자중학교 준공식 및 개교
- 2024년 9월 1일 : 제16대 홍용암 교장 취임
- 2025년 1월 9일 : 제37회 67명 졸업식(총 5,357명)
- 2025년 3월 4일 : 입학식(60명)

## 참고 자료
- 강진여자중학교 - 한국교육학술정보원 학교알리미